# Гордиевка (Липовецкий район)
Гордиевка (укр. Гордіївка) — село на Украине, находится в Липовецком районе Винницкой области.
Код КОАТУУ — 0522287503. Население по переписи 2001 года составляет 158 человек. Почтовый индекс — 22552. Телефонный код — 4358.
Занимает площадь 0,868 км².

## Адрес местного совета
22552, Винницкая область, Липовецкий р-н, с. Троща, ул. Школьная, 3